# Past Masters, Volume Two

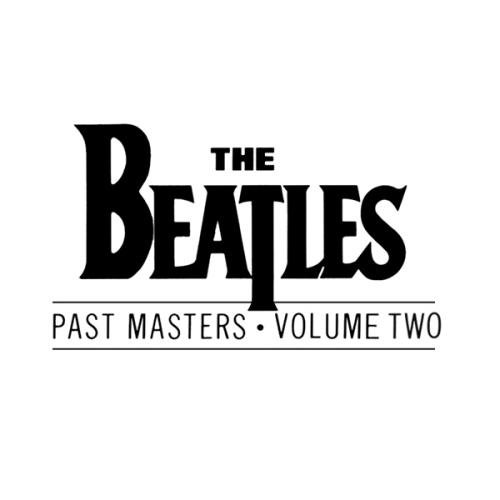
albumcover Past Masters 2

Past Masters, Volume Two is een album van The Beatles dat is uitgebracht in 1988. Dit album bevat 15 nummers die zijn uitgebracht tussen 1965 en 1970.
Dit album en Past Masters, Volume One werden in 1988 uitgebracht op cd en lp. De Past Masters-collectie bevat alleen nummers die niet op de studioalbums van The Beatles staan, dus deze albums zijn nodig om de totale (officiële) collectie van The Beatles compleet te maken.
Op 9 september 2009 werden Past Masters, Volume One en Volume Two net als alle reguliere studioalbums van The Beatles opnieuw geremasterd uitgebracht als een dubbelalbum Past Masters. Ook dit album zit in de opnieuw geremasterde stereobox die op die dag werd uitgebracht. Deze compilatie zat ook in de monobox die op dezelfde dag werd uitgebracht, waarbij dit album de titel Mono Masters kreeg.

## Nummers
Alle nummers zijn geschreven door Lennon-McCartney, tenzij anders aangegeven. Tussen haakjes staat aangegeven wanneer de nummers voor het eerst uitgebracht zijn
1. Day Tripper (3 december 1965 - dubbel-A-single met de volgende)
2. We Can Work It Out (3 december 1965 - dubbel A-single met de vorige)
3. Paperback Writer (10 juni 1966 - single)
4. Rain (10 juni 1966 - B-kant van de vorige)
5. Lady Madonna (15 maart 1968 - single)
6. The Inner Light (Harrison, 15 maart 1968 - B-kant van de vorige)
7. Hey Jude (30 augustus 1968 - single)
8. Revolution (30 augustus 1968, singleversie - B-kant van de vorige)
9. Get Back (11 april 1969, singleversie - single)
10. Don't Let Me Down (11 april 1969 - B-kant van de vorige)
11. The Ballad of John and Yoko (30 mei 1969 - single)
12. Old Brown Shoe (Harrison) (30 mei 1969 - B-kant van de vorige)
13. Across the Universe (WWF-versie van een album met diverse artiesten voor het goede doel getiteld No One's Gonna Change Our World, op 12 december 1969 uitgebracht voor een album voor het Wereld Natuur Fonds)
14. Let It Be (6 maart 1970 - singleversie)
15. You Know My Name (Look Up the Number) (6 maart 1970 - B-kant van de vorige)

## Mono Masters
In de cd-box The Beatles in Mono die op 9 september 2009 verschijnt, tegelijk met de stereobox, verscheen deze cd samen met Past Masters Volume One als dubbelalbum onder de titel Mono Masters. Op de tweede cd zijn daarbij vier nummers toegevoegd van het album Yellow Submarine, omdat dat album niet is toegevoegd aan de monobox. Het gaat om de nummers Only a Northern Song, All Together Now, Hey Bulldog en It's All Too Much.